# O Acontecimento (romance)
O Acontecimento (em francês:  L'Événement) é um romance autobiográfico de 2000 de Annie Ernaux.

## Sinopse
Ambientada em 1963, quatro anos antes da legalização da contracepção oral na França e doze anos antes da Lei do Véu, a narrativa autobiográfica descreve as dificuldades que uma jovem estudante enfrenta ao buscar um aborto ilegal. A história começa retratando como ela esperou no Hospital Lariboisière pelo resultado de um exame de sorologia para HIV e como ela "caiu na gargalhada" porque o resultado foi " negativo ". Em seguida, ela fala sobre uma experiência cansativa semelhante ao descobrir sua gravidez e as consequências, como escondê-la de seus pais e do público, procurar um médico que fizesse um aborto quando ainda era ilegal, revelar a gravidez a alguns próximos para ajudar no aborto e a violência do aborto caseiro em si, que é o resto do livro. As entradas de seu diário enquadram os eventos desde os primeiros três meses de sua gravidez até o aborto e a recuperação.

## Recepção
Claire Devarrieux, do Libération, escreveu que a história de Ernaux "transcende a individualidade". Emily Eakin, do The New York Times Book Review, escreveu: "No que diz respeito ao assunto, pouco poderia ser mais inerentemente provocativo. A opinião de Ernaux é ainda mais por ser descaradamente filosófica do que moral." Joy Press, do The Village Voice, escreveu: "Ernaux conecta sua experiência ao mundo mais amplo de classe, religião e lei, resultando em um retrato surpreendente e incomum de como uma vagina realmente vive no mundo."

## Adaptação para o cinema
Em 2021, a novela foi adaptada para um filme de mesmo nome, dirigido por Audrey Diwan. O filme teve sua estreia mundial no 78º Festival Internacional de Cinema de Veneza onde recebeu o prêmio máximo, o Leão de Ouro.